# Тјен Дуонг
Тјен Дуонг је пећина у покрајини Куангбин (Национални парк Фонг Ња-Ке Банг) у Вијетнаму, 450 km јужно од Ханоја, а 60 km северно од Аеродрома Донгхој. У априлу 2010, британски истраживачи открили су нову пећину овде, названу Тјен Дуонг, високу око 100, а широку 150 метара. У истраживању џиновске пећине у Вијетнаму спелеолози су користили ласерску технологију. Они су прогласили Тјен Дуонг за највећу пећину на свету. Фонг Ња-Ке Банг има и велику биолошку разноликост. Улаз у пећину открио је Хо Ханг, становник оближњег села, још 2005. године. Локално становништво се плашило да приђе шпиљи јер се из ње чуо застрашујући шум понорнице. Свету је постала позната 2010, када је група британских научника, с Хауардом Лимбетом на челу, први пут крочила у њену утробу.